# Fulham

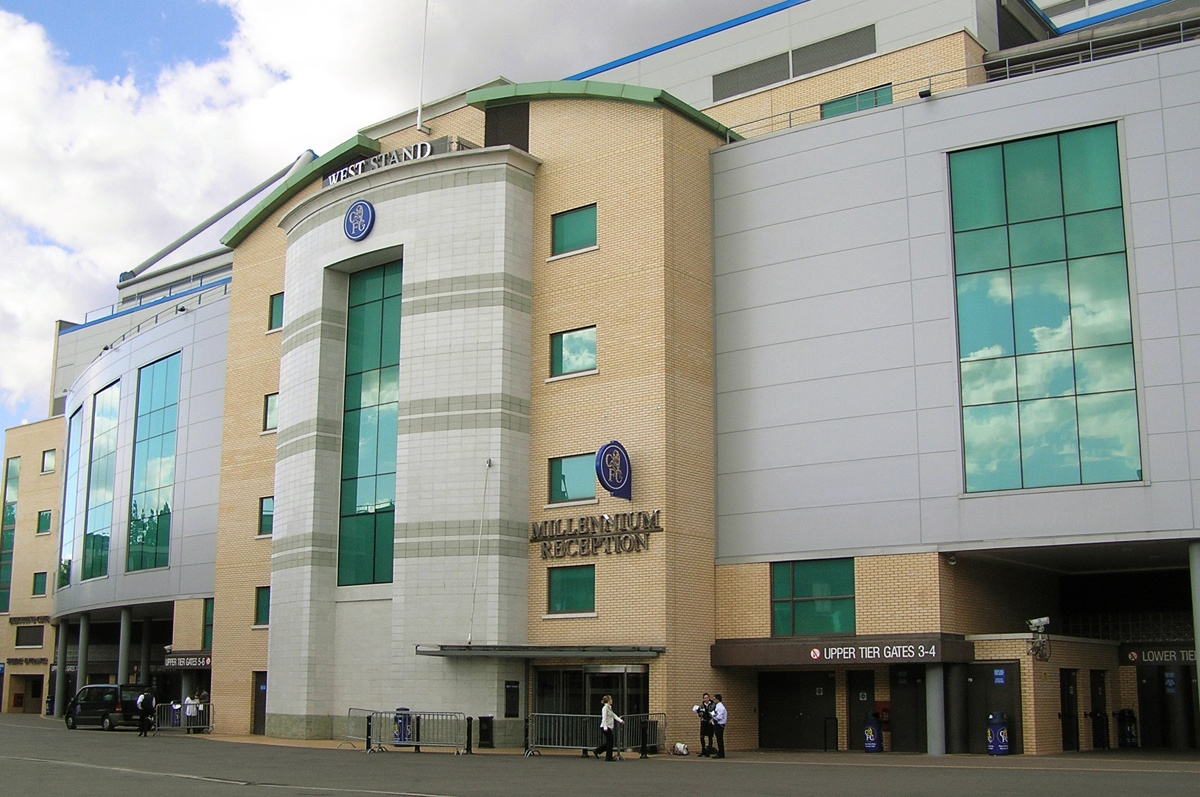
Sân vận động Stamford Bridge của câu lạc bộ bóng đá Chelsea.

Fulham (/ˈfʊləm/) là một khu vực nằm ở phía tây nam Luân Đôn trong Khu Hammersmith và Fulham của Luân Đôn, nằm cách 3,7 dặm (6,0 km) về phía tây nam của Charing Cross. Fulham nằm ở bờ trái của sông Thames, giữa Putney và Chelsea. Trên Bản đồ Quy hoạch Luân Đôn, đây là một trong 35 trung tâm chính của Đại Luân Đôn.
Trải qua nhiều quá trình chuyển biến trong lịch sử, ngày nay Fulham là một khu vực xanh tại Luân Đôn, với khoảng cách rất gần với Chelsea và Kensington, điều này cho thấy tại sao giá nhà đất địa phương tại đây cao. Fulham nằm trong danh sách những địa điểm hàng đầu tại Luân Đôn của Savills năm 2007. Hai câu lạc bộ bóng đá nổi tiếng: Fulham và Chelsea đều nằm tại Fulham.